# Stanley Pontlarge
Stanley Pontlarge – wieś w Anglii, w hrabstwie Gloucestershire, w dystrykcie Tewkesbury, w civil parish Prescott. Leży 10,2 km od miasta Tewkesbury, 20 km od miasta Gloucester i 142,2 km od Londynu. W 1931 roku civil parish liczyła 43 mieszkańców. Stanley Pontlarge jest wspomniana w Domesday Book (1086) jako Stanlege.